# ORANGE PORT
ORANGE PORT（オレンジポート）は、2012年8月に結成し、2019年12月に解散した日本の女性アイドルグループである。
静岡県東部地区在住メンバーで構成され、ぬまづ国際親善アイドル大使も務めるなど、沼津市の魅力を積極的にPRしていた。

## 概要
2012年に行われた静岡県沼津市での公開オーディションで130人の応募者の中から選ばれた14名のメンバーで同年8月に結成された。
グループ名は静岡県東部名産のみかん（＝オレンジ）と地元の沼津港（＝ポート）が由来。 
YANAGIMANが総合プロデュースを手掛け、「地方から世界へ」をコンセプトとしていた。沼津市の「Fujiyama Music Factory」ライブスペースや「沼津ラクーン」劇場を拠点に、毎月開催の定期公演ライブなどの活動を行っていた。
2014年7月、フランス・パリで行われた「JAPAN EXPO 2014」に日本のご当地アイドルとして初出演した。ライブ6ステージは活況を呈し、またこの出演を機に就任した「ぬまづ国際親善アイドル大使」として、静岡県や沼津市のPRにも努めた。
翌年の「JAPAN EXPO 2015」にも出演し、モデルとしてファッションショー参加、はるな愛とのコラボライブのほか、メイン「KARASUステージ」の最終日の大トリを務めた。続けて2016年の「JAPAN EXPO 2016」にも参加した。
2019年11月4日に解散を発表した。同年12月22日の沼津クアーズでの解散ライブが最後の活動となった。

## メンバー
| No. | 名前（ふりがな）                | 生年月日               | 加入期 | 卒業年月           | 特技                      | 備考 |
| --- | ------------------------------- | ---------------------- | ------ | ------------------ | ------------------------- | ---- |
| 01  | 小池 姫 （こいけ ひめ）         | 2001年10月26日（23歳） | 2期    | 2016年7月          |                           |      |
| 02  | 田村 帆野佳 （たむら ほのか）   | 2000年12月21日（24歳） | 1期    | 2018年8月          | テニス                    |      |
| 03  | 渡辺 結菜 （わたなべ ゆうな）   | 1999年2月22日（26歳）  | 1期    | 2018年8月          | ダンス                    |      |
| 04  | 長野 みなみ （ながの みなみ）   | 1997年8月20日（27歳）  | 1期    | 2016年5月          | （趣味:ダンス）           |      |
| 05  | 正岡 紫野 （まさおか りの）     | 1999年3月11日（26歳）  | 1期    | 2016年5月          | ダンス                    |      |
| 06  | 小池 珠璃 （こいけ しゅり）     | 2001年6月6日（24歳）   | 2期    | 2019年4月          |                           |      |
| 07  | 鈴木 輝 （すずき ひかる）       | 2000年4月3日（25歳）   | 1期    | 2014年9月          | フラフープ・歌            |      |
| 08  | 住谷 愛癒 （すみや あゆ）       | 2001年10月16日（23歳） | 2期    | 2019年1月          |                           |      |
| 09  | 山田 青雅星 （やまだ あきほ）   | 1998年12月3日（26歳）  | 1期    | 2017年6月          | ダンス                    |      |
| 10  | 滝口 夏帆 （たきぐち なつほ）   | 1997年8月7日（27歳）   | 1期    | 2014年8月          | ダンス、ハンドグライド    |      |
| 11  | 露木 樹里 （つゆき じゅり）     | 1995年8月2日（29歳）   | 1期    | 2017年9月          | ダンス                    |      |
| 12  | 永井 萌子 （ながい もえこ）     | 2002年4月30日（23歳）  | 1期    | 2018年8月          | V字バランス、立ちブリッジ |      |
| 13  | 石田 結々 （いしだ ゆゆ）       | 1998年2月5日（27歳）   | 1期    | 2015年5月          | （趣味:ダンス）           |      |
| 14  | 早乙女 るな （さおとめ るな）   | 2001年11月23日（23歳） | 3期    | 2016年11月         |                           |      |
| 15  | 梅原 沙耶 （うめばら さや）     | 2000年5月19日（25歳）  | 3期    | 2016年7月          |                           |      |
| -   | 千田 真奈津 （ちだ まなつ）     |                        | 1期    | 2013年8月          |                           |      |
| -   | 中村 麻里花 （なかむら まりか） |                        | 1期    | 2013年8月          |                           |      |
| -   | 渡邉 実巳 （わたなべ みみ）     |                        | 1期    | 2013年8月          |                           |      |
| -   | 北村 麻貴 （きたむら まき）     |                        | 1期    | 2013年10月         |                           |      |
| -   | 渡辺 瑞生 （わたなべ みずき）   |                        | 4期    | 2016年5月          |                           |      |
| -   | ゆなは （ゆなは）               |                        | -      | 2019年12月（解散） |                           |      |
| -   | 木村 未来 （きむら みく）       |                        | -      | 2019年12月（解散） |                           |      |
| -   | 諏訪部 麻侑 （すわべ まゆ）     |                        | -      | 2019年12月（解散） |                           |      |
| -   | らう                            |                        | -      | 2019年12月（解散） |                           |      |

## 作品

### シングル
|     | 発売日        | タイトル      | 規格品番                            | レーベル    | 順位 | 備考          |
| --- | ------------- | ------------- | ----------------------------------- | ----------- | ---- | ------------- |
| 1st | 2014年2月23日 | with U / YELL | FMF-00001                           | FMF Records | -    | [ 45 ]        |
| 2nd | 2016年5月25日 | TRIGGER       | FMF-00006[Type-A] FMF-00007[Type-B] | FMF Records | -    | [ 46 ] [ 47 ] |

### アルバム
|     | 発売日        | タイトル        | 規格品番   | レーベル     | 順位              | 備考                             |
| --- | ------------- | --------------- | ---------- | ------------ | ----------------- | -------------------------------- |
| -   | 2013年2月23日 | Go With You     | LINK-00018 | LINK RECORDS | オリコン週間105位 | ORANGE PORT, ARZ & 大木サキ 名義 |
| 1st | 2015年7月2日  | Hello, World!:D | FMF-00002  | FMF Records  | -                 | 日本・フランスで発売             |

## 出演
- エフエムぬまづ「きまぐれオレンジポート Go with you」 - レギュラー出演、2017年12月に最終回[51]。
- テレビ静岡「セッシャー1 ダンスコンテスト」 - 2013年10月、オレンジポート2期生チームとして参加し準優勝[52]。
- 静岡エフエム放送「K-mix みんなの19HR!×オレンジポート みんなの課外授業 〜転校生はアイドル♪〜」 - 2014年1月よりレギュラー出演[53]。
- テレビ朝日「日本のチカラ 第68回 Welcome to 沼津 ～ご当地アイドルが故郷を救う～」 - 2016年11月放映、オレンジポートの活動を追ったドキュメンタリー番組[54]。

## その他活動
- 東静特機のテレビコマーシャルに出演[55]。
- 伊豆箱根バスでラッピングバス運行および記念乗車券発売[56]。
- エスエス製薬「ホップ ステップ エスカップ」キャンペーンのCM公開撮影イベントに特別ゲストとして参加[57]。
- バンデロール「のっぽパン」とのコラボ商品「オレンジのっぽ」発売[58]。